# بيدرو كوستا (لاعب كرة قدم برتغالي)
بيدرو كوستا (بالبرتغالية: Pedro Costa‏) هو لاعب كرة قدم برتغالي، ولد في 18 ديسمبر 1978 في São Sebastião da Pedreira ‏ في البرتغال. شارك مع منتخب البرتغال الوطني لكرة قدم الصالات. أما مع النوادي، فقد لعب مع Nagoya Oceans ‏.